# Восточный (Татарстан)
Восточный — посёлок в Бугульминском районе Татарстана. Административный центр Восточного сельского поселения.
Расположен в 10-11 км к востоку от центра Бугульмы, рядом с автодорогой Казань — Оренбург.
В посёлке имеются средняя школа, библиотека и дом культуры.
Численность населения (2015 г.) — 716 человек (татары — 56 %, русские — 28 %).
Основан в 1969 году.